# Franz Vranitzky
Franz Vranitzky (Vienna, 4 ottobre 1937) è un ex politico ed ex cestista austriaco, cancelliere federale dell'Austria dal 1986 al 1997 e componente della squadra nazionale austriaca di basket, che tentò invano la qualificazione per le Olimpiadi di Roma (1960).

## Biografia

### Origini e formazione
Franz Vranitzky è il figlio di un operaio siderurgico. È cresciuto con la sorella in un ambiente lavorativo semplice, nel diciassettesimo distretto di Vienna, Hernals. Fece buoni studi durante i quali fu per un periodo insegnante di sostegno di latino e inglese. Nel 1960 consegue il diploma di master in amministrazione e commercio. 

### Carriera professionale
La carriera professionale di Vranitzky iniziò nel 1961, presso la Siemens-Schuckertwerke e la Banca Nazionale dell'Austria. Nel 1969 fu promosso dottore in scienze commerciali e l'anno successivo, sotto il governo del cancelliere Bruno Kreisky, consigliere del ministro delle finanze Hannes Androsch.
Dal 1976, Vranitzky ha lavorato in diverse banche: dal 1976 al 1981 è stato vicedirettore generale del Credit Anstalt-Bankverein, che ha diretto nel 1981, mentre ricopriva anche la carica di vicedirettore generale della Österreichischen Länderbank. Ha guidato quest'ultima dal 1981 al 1984 come direttore generale e membro del consiglio di amministrazione.

### Politica
Si iscrisse al Partito Socialdemocratico nel 1962. Durante il rimpasto ministeriale del 10 settembre 1984, il Cancelliere federale socialdemocratico Fred Sinowatz lo nomina ministro federale delle finanz . Questa scelta susciterà successivamente diverse critiche, in particolare perché Vranitkzy avrebbe favorito i suoi ex datori di lavoro.

### Ritiro e rientro in attività
Si ritirò dalla vita politica nel gennaio 1997, lasciando tutte le sue funzioni primarie al suo ministro federale delle finanze, Viktor Klima. Tornato nel settore privato, è stato reclutato in particolare da  Frank Stronach, la società di Magna Steyr. 

## Vita privata
Nel 1962 sposò Christine (nata Christen): ebbero due figli, Robert e Claudia.